# Lukovo (żupania zagrzebska)
Lukovo – wieś w Chorwacji, w żupanii zagrzebskiej, w mieście Vrbovec. W 2011 roku liczyła 184 mieszkańców.